# Anomalopus pluto
Anomalopus pluto är en ödleart som beskrevs av  Ingram 1977. Anomalopus pluto ingår i släktet Anomalopus och familjen skinkar. Inga underarter finns listade i Catalogue of Life.